# 1995 KJ1
1995 KJ1, também escrito como 1995 KJ1, é um objeto transnetuniano (TNO) que está localizado no cinturão de Kuiper, uma região do Sistema Solar. Ele é classificado como um cubewano. Ele possui uma magnitude absoluta (H) de 6,5 e, tem um diâmetro estimado com cerca de 221 km, por isso é pouco provável que possa ser classificado como um planeta anão, devido ao seu tamanho relativamente pequeno.

## Descoberta
1995 KJ1 foi descoberto no dia 30 de maio de 1995 pelo astrônomo J. Chen.

## Órbita
A órbita de 1995 KJ1 tem uma excentricidade de 0.000 e possui um semieixo maior de 43.468 UA. O seu periélio leva o mesmo a uma distância de 43.468 UA em relação ao Sol e seu afélio a 43.468.